# Ceresiella melaena
Ceresiella melaena là một loài bọ cánh cứng trong họ Cerambycidae.